# Bachati
Bachati (arab. بخاتي) – miejscowość w Egipcie, w muhafazie Al-Minufijja. W 2006 roku liczyła 12 712 mieszkańców.